# William Vaux
Sir William Vaux of Harrowden (geboren 1435 oder 1436; † 4. Mai 1471 in Tewkesbury) war ein englischer Ritter.

## Leben
Vaux war der Sohn von William Vaux († vor dem 26. August 1460) und Maud Lucy († vor 1460), der Schwester von Sir William Lucy. Er war Knight Bachelor und wohnte auf dem Gut Harrowden in Northamptonshire und besaß zahlreiche weitere königliche Lehen in anderen Countys.
Während der Rosenkriege stand er treu zum Haus Lancaster und zu König Heinrich VI. Seine Gattin Catherine Peniston war eine Hofdame der Queen Consort Margarete von Anjou. Er kämpfte im März 1461 bei der Schlacht von Towton. Infolge der Niederlage in dieser Schlacht konnte Eduards IV. aus dem Hause York den Thron besteigen und William Vaux deshalb am 4. November 1461 geächtet (attained) und sein Grundbesitz enteignet.
Er selbst floh mit Königin Margarete von Anjou ins Exil nach Frankreich. 1471 befand er sich im Gefolge von Margarete von Anjou, die mit einem Heer nach England zurückkehrte. Er kämpfte für Margarete und das Haus Lancaster am 4. Mai 1471 in der Schlacht von Tewkesbury. Die Schlacht endete in einer schweren Niederlage. Sir William Vaux fiel in der Schlacht, seine Gattin und Margarete von Anjou gerieten in Gefangenschaft der Yorkisten.
Sein Sohn und Erbe, Nicholas Vaux, konnte erst 1485 unter König Richard III. die rückwirkende Aufhebung der Ächtung von 1461 bewirken und erhielt die Ländereien der Familie zurück.

## Ehe und Nachkommen
Er war seit dem 22. Dezember 1456 mit Catherine Peniston (oder Penyson) verheiratet, der Tochter des Gregory Peniston aus Courtesello im Piemont. Mit ihr hatte er zwei Kinder:
- Nicolas Vaux, 1. Baron Vaux of Harrowden  (* um 1460; † 1523)
- Joan (oder Jane), ⚭ (1) Richard Guilford, ⚭ (2) Antony Poynk